# Angelo Mangiarotti

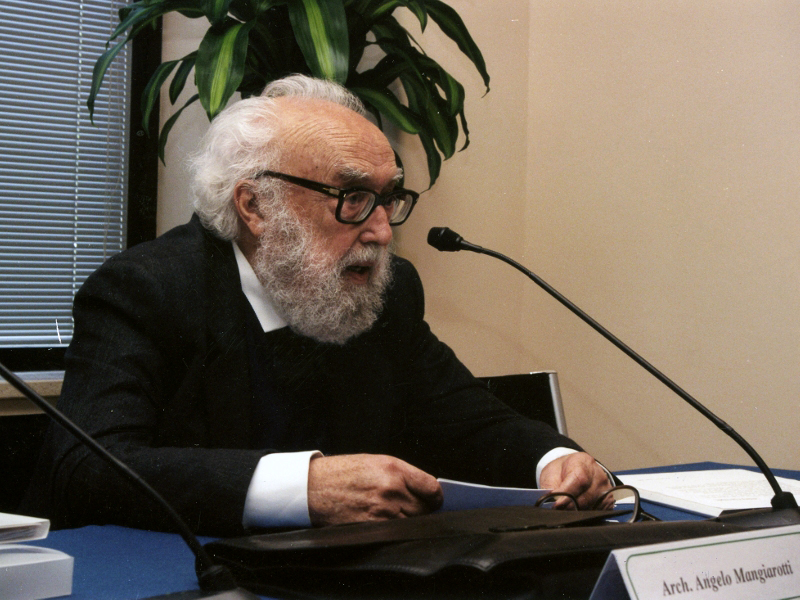
Angelo Mangiarotti (2007)

Angelo Mangiarotti (* 26. Februar 1921 in Mailand; † 30. Juni 2012 ebenda) war ein italienischer Industriedesigner und Architekt und „eine der zentralen Persönlichkeiten der italienischen Architektur des 20. Jahrhunderts“.

## Laufbahn
Bis zum Jahre 1948 studierte er am Politecnico di Milano. Von 1953 bis 1954 war er Gastdozent für Design am Illinois Institute of Technology (IIT) in Chicago. 1955 kehrte er nach Mailand zurück und hatte dort von 1955 bis 1960 mit Bruno Morassutti ein Büro. Er arbeitete als Designberater für verschiedene Firmen. 1960 trat Angelo Mangiarotti der Associazone per il Disegno Industriale (ADI) bei und gründete ein eigenes Büro.
1963–64 war Mangiarotti Gastprofessor am Istituto Superiore di Disegno Industriale in Venedig, später an zahlreichen anderen Institutionen.

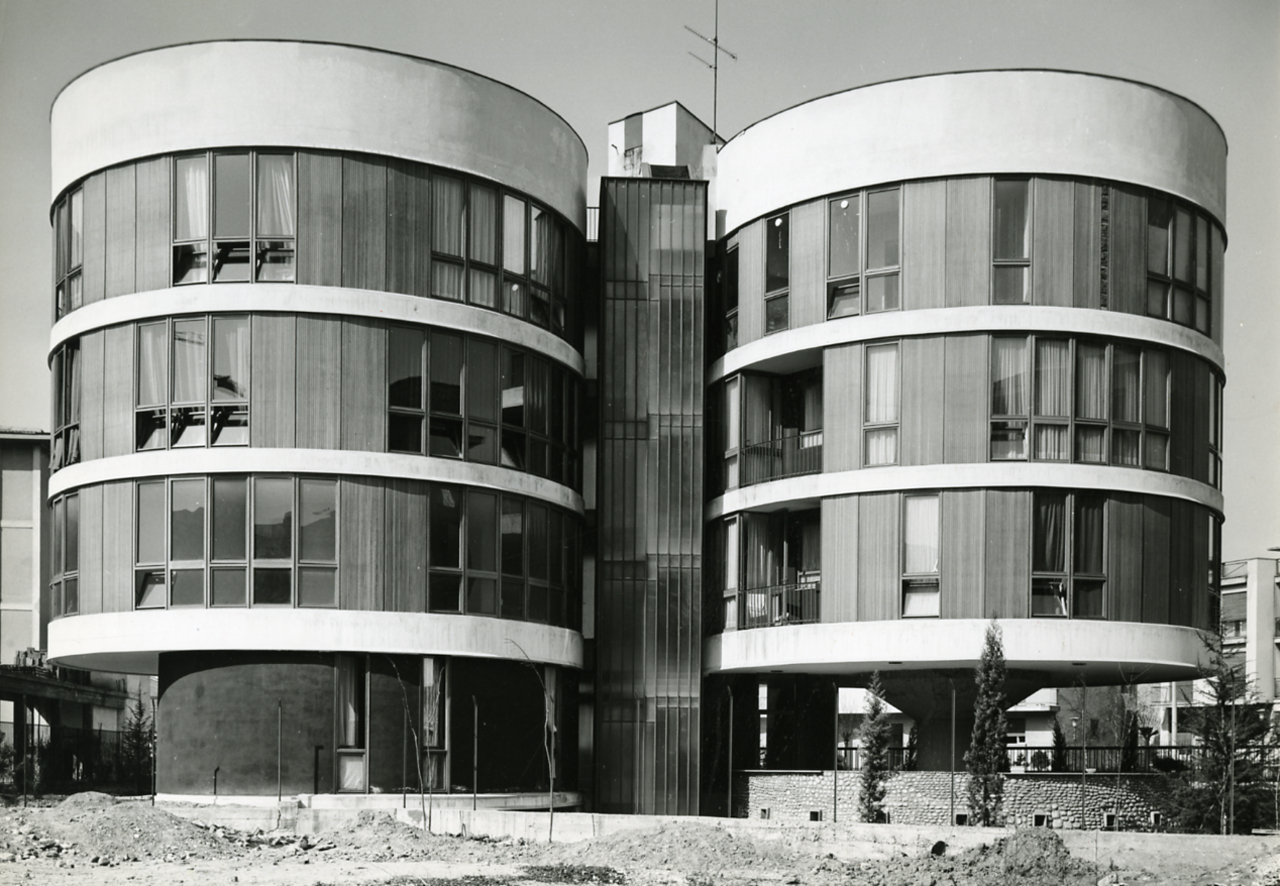
Das „3-Zylinder-Haus“, Mailand, fotografiert von Paolo Monti, 1970

## Werke

### Produktdesign
Er entwarf unter anderem
- stapelbare Regale (zum Beispiel 1953–1955 das „Cavalletto“) und Tische,[3]
- 1960 die Tischuhren-Serie „Secticon“,
- für Artemide 1966–67 die Leuchten „Lesbo“[4] und „Saffo“,
- für die 'Vetreria Vistosi' 1967 die Leuchtenserie „Giogali“, Decken- und Hängeleuchten aus mehreren horizontalen Metallringen, in die gebogene Glasschlaufen einhängt sind,
- für Knoll International mehrere Glasvasen und Marmorschalen,
- für Mepra die Besteck-Serie „Ergonomica“.

### Architektur

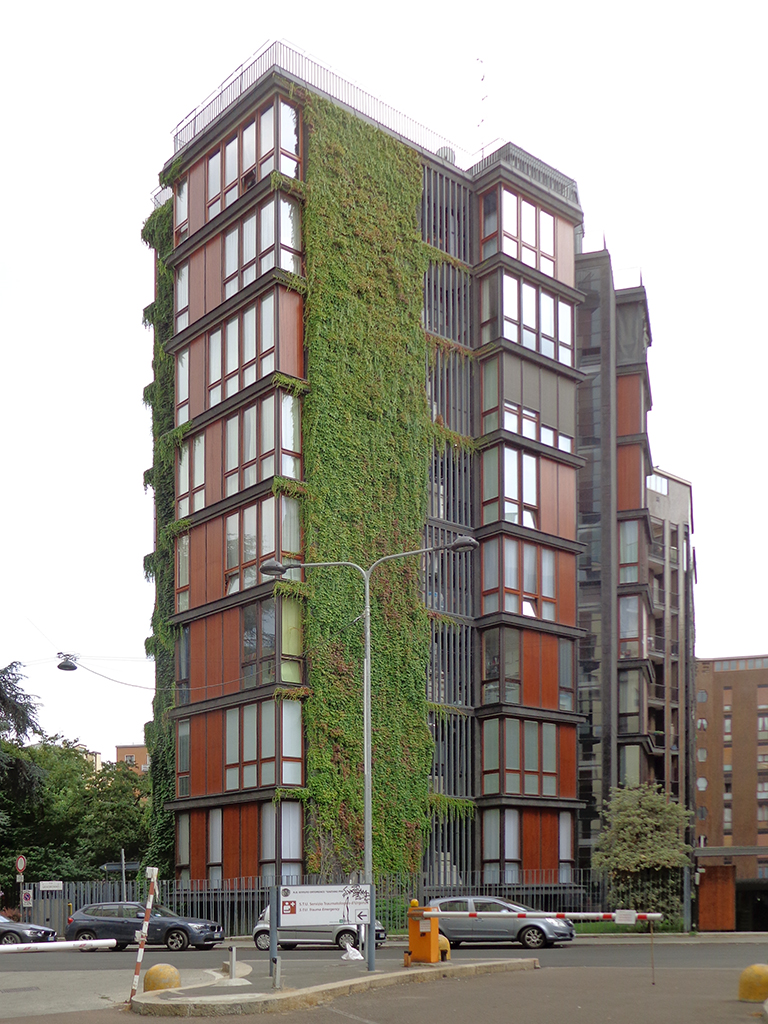
Mailand, Wohnhaus in der Via Quadronno 24 (gebaut von 1956 bis 1960 unter Angelo Mangiarotti und Bruno Morassutti). Bild von 2014.

Als Architekt entwarf Mangiarotti mehrere Gebäude im Internationalen Stil, die mit Beton-Fertigbauteilen gebaut werden.
In Mailand entwarf er zusammen mit Bruno Morassutti 1957 die Kirche Nostra Signora della Misericordia und 1959–60 ein Mehrfamilienhaus (via Quadronno 24).
Für den Küchenhersteller Snaidero entwarf er 1978 das Bürogebäude am Firmensitz in Majano.
Zusammen mit Monica Luchi, Luisa Bonesio und Lorenzo Magnani veröffentlichte er 1987 das Buch In nome dell'architettura (Jaca Book, Mailand), in dem er die theoretischen Grundlagen seines Werks darlegt.

## Ehrungen (Auswahl)
- 1956 Domus Formica Preis
- 1972 Associazione Italiana Prefabbricatori Preis
- 1979 Prix Européen de la Construction Métallique
- 1989 Erster Preis des Concorso Targa Alcan
- 1994 Marble Architectural Award
- 1994 Compasso d’oro der ADI für sein Lebenswerk
- 1998 Ehrendoktor der Fakultät für Architektur der Technischen Universität München
- 1998 Goldmedaille in der Kategorie Architektur der Accademia della Torre di Carrara
- 2002 Ehrendoktor der Fakultät für Architektur des Politecnico di Milano
- 2006 Goldmedaille Apostolo del Disegno, Rima Editrice